# Sida tragiifolia
Sida tragiifolia är en malvaväxtart som beskrevs av Asa Gray. Sida tragiifolia ingår i släktet sammetsmalvor, och familjen malvaväxter. Inga underarter finns listade i Catalogue of Life.